# Pelham Racquet Club Women's $25K Pro Circuit Challenger
Il Pelham Racquet Club Women's $25K Pro Circuit Challenger è un torneo professionistico di tennis giocato su campi in terra verde. Fa parte dell'ITF Women's Circuit. Si gioca annualmente a Pelham negli Stati Uniti. Faceva parte inizialmente della categoria $25.000, ma nel 2022 è stato elevato alla categoria W60. Nel 2024 il torneo non si è disputato. Nel 2025 è stato declassato a W50.

## Albo d'oro

### Singolare
| Anno | Campionessa                           | Finalista                             | Punteggio                             |
| ---- | ------------------------------------- | ------------------------------------- | ------------------------------------- |
| 2004 | Zuzana Zemenova                       | Olga Puchkova                         | 4–6, 6–4, 6–0                         |
| 2005 | Soledad Esperon                       | Aleksandra Wozniak                    | 7–5, 6–2                              |
| 2006 | Vasilisa Bardina                      | Anda Perianu                          | 6–1, 6–4                              |
| 2007 | Edina Gallovits-Hall                  | Greta Arn                             | 6–3, 7–5                              |
| 2008 | Raquel Atawo                          | Rosana de Los Rios                    | 6–3, 6–4                              |
| 2009 | Rosana de Los Rios                    | Jorgelina Cravero                     | 6–4, 6–1                              |
| 2010 | Edina Gallovits-Hall                  | Ajla Tomljanovic                      | 6–2, 6–0                              |
| 2011 | Marina Eraković                       | Renata Voráčová                       | 6–4, 2–6, 6–1                         |
| 2012 | Heidi El Tabakh                       | Edina Gallovits-Hall                  | 3–6, 6–2, 6–4                         |
| 2013 | Mariana Duque Mariño                  | Kurumi Nara                           | 1–6, 6–3, 6–4                         |
| 2014 | Laura Siegemund                       | Julija Putinceva                      | 6–1, 6–4                              |
| 2015 | Anhelina Kalinina                     | Laura Siegemund                       | 6–3, 7–5                              |
| 2016 | Grace Min                             | Bernarda Pera                         | 6–4, 6–4                              |
| 2017 | Ulrikke Eikeri                        | Usue Maitane Arconada                 | 7–5, 6–2                              |
| 2018 | Iga Świątek                           | Allie Kiick                           | 6–2, 6–0                              |
| 2019 | Barbora Krejčíková                    | Caroline Dolehide                     | 6–4, 6–3                              |
| 2020 | Annullato per la pandemia di covid-19 | Annullato per la pandemia di covid-19 | Annullato per la pandemia di covid-19 |
| 2021 | Panna Udvardy                         | Jamie Loeb                            | 6(5)–7, 6–4, 6–3                      |
| 2022 | María Carlé                           | Elvina Kalieva                        | 6–1, 6–1                              |
| 2023 | Veronika Mirošničenko                 | Renata Zarazua                        | 7–6(5), 6–2                           |
| 2024 | Non disputato                         | Non disputato                         | Non disputato                         |
| 2025 | Gabriela Lee                          | Robin Anderson                        | 6-3, 6-1                              |

### Doppio
| Anno | Campionesse                                 | Finaliste                                | Punteggio                             |
| ---- | ------------------------------------------- | ---------------------------------------- | ------------------------------------- |
| 2004 | Liga Dekmeijere (1) Natalia Dziamidzenka    | Sarah Riske Aleke Tsoubanos              | 6–3, 6–1                              |
| 2005 | Tetiana Luzhanska (1) Kristina Michalakova  | Raquel Atawo Kristen Schlukebir          | 7–6(2), 6–4                           |
| 2006 | Tetiana Luzhanska (2) Romana Tedjakusuma    | Tiffany Dabek Chanelle Scheepers         | 6–4, 6–1                              |
| 2007 | Carly Gullickson Nicole Kriz                | Michaela Pastikova Hana Sromova          | 6–2, 2–6, 6–0                         |
| 2008 | Michaela Pastikova Ahsha Rolle              | Ye-Ra Lee Remi Tezuka                    | 7–5, 6–2                              |
| 2009 | Danielle Harmsen Kim Kilsdonk               | Marie-Eve Pelletier Frederica Piedade    | 6–2, 5–7, [11–9]                      |
| 2010 | Mallory Cecil Jamie Hampton                 | Chan Chin-Wei Nicole Kriz                | 6–4, 6–3                              |
| 2011 | Līga Dekmeijere (2) Marie-Ève Pelletier (1) | Kimberly Couts Heidi El Tabakh           | 2–6, 6–4, [12–10]                     |
| 2012 | Julie Coin Marie-Ève Pelletier (2)          | Elena Bovina Ekaterina Byčkova           | 7–5, 6–4                              |
| 2013 | Ashleigh Barty Arina Rodionova              | Kao Shao-yuan Lee Hua-chen               | 6–4, 6–2                              |
| 2014 | Danielle Lao Keri Wong                      | Dia Evtimova Ilona Kramen'               | 1–6, 6–4, [10–7]                      |
| 2015 | Non terminato a causa del maltempo          | Non terminato a causa del maltempo       | Non terminato a causa del maltempo    |
| 2016 | Asia Muhammad Taylor Townsend               | Sophie Chang Caitlin Whoriskey           | 6–2, 6–3                              |
| 2017 | Emina Bektas Sanaz Marand                   | Amanda Carreras Tena Lukas               | w/o                                   |
| 2018 | Alexa Guarachi Erin Routliffe               | Maria Mateas María José Portillo Ramírez | 6–1, 6–2                              |
| 2019 | Usue Maitane Arconada Caroline Dolehide     | Oana Georgeta Simion Gabriela Talaba     | 6–3, 6–0                              |
| 2020 | Annullato per la pandemia di covid-19       | Annullato per la pandemia di covid-19    | Annullato per la pandemia di covid-19 |
| 2021 | Fernanda Contreras Marcela Zacarías         | Erina Hayashi Kanako Morisaki            | 6–0, 6–3                              |
| 2022 | Carolyn Ansari Ariana Arseneault            | Reese Brantmeier Elvina Kalieva          | 7–5, 6–1                              |
| 2023 | Makenna Jones Jamie Loeb                    | Robin Anderson Elysia Bolton             | 6–4, 7–5                              |
| 2024 | Non disputato                               | Non disputato                            | Non disputato                         |
| 2025 | Madeleine Brooks Petra Hule                 | Alicia Herrero Liñana Anna Rogers        | 6-1, 7-6(4)                           |